# Nianyushan (köpinghuvudort i Kina, Jiangxi Sheng, lat 29,21, long 117,10)
Nianyushan är en köpinghuvudort i Kina. Den ligger i provinsen Jiangxi, i den sydöstra delen av landet, omkring 130 kilometer nordost om provinshuvudstaden Nanchang. Antalet invånare är 32 239. Befolkningen består av 13 438 kvinnor och 18 801 män. Barn under 15 år utgör 21,0 %, vuxna 15-64 år 72 %, och äldre över 65 år 6,0 %.
Runt Nianyushan är det tätbefolkat, med 383 invånare per kvadratkilometer. Närmaste större samhälle är Jingdezhen, 14,0 km nordost om Nianyushan. I omgivningarna runt Nianyushan växer i huvudsak blandskog.
Genomsnittlig årsnederbörd är 2 597 millimeter. Den regnigaste månaden är juni, med i genomsnitt 468 mm nederbörd, och den torraste är oktober, med 52 mm nederbörd.